# Ramón María Narváez
Ramón María Narváez y Campos, 1. vévoda z Valencie (5. srpna 1800 Loja – 23. dubna 1868 Madrid) byl španělský politik, šestkrát premiér Španělska (1844–1846, 1847–1849, 1849–1851, 1856–1857, 1864–1865, 1866–1868). Celkem strávil v této funkci 8 let a 240 dní. Byl reprezentantem Umírněné strany (Partido Moderado), podporoval královnu Isabelu II., přičemž byl značně konzervativní.

## Život
Pocházel z vojenské rodiny a již v patnácti letech sám vstoupil do armády. V roce 1821 se stal důstojníkem královské gardy. Když roku 1822 došlo ke vzpouře proti králi, přidal se na stranu vzbouřenců. Byl zajat intervenujícími Francouzi a byl internován ve Francii. Do Španělska se mohl vrátit roku 1824, ale dekádu se raději držel stranou.
Velkou popularitu získal svým vítězstvím nad Miguelem Gómezem Damasem, karlistickým generálem, v bitvě u Majaceite poblíž Arcos de la Frontera v listopadu 1836. Poté, co v roce 1838 vyčistil La Manchu od lupičů, byl jmenován generálním kapitánem Staré Kastilie a vrchním velitelem armádních záloh. Během první karlistické války (1833–1839) začal úzce spolupracovat s Marií Kristýnou. Roku 1838 byl prvně zvolen do generálních kortesů. V roce 1840 se zúčastnil neúspěšného povstání proti Baldomeru Esparterovi a Pokrokové straně. Poté byl nucen se uchýlit do francouzského exilu. Tam ve spojení s Marií Kristýnou naplánoval v roce 1843 vojenskou expedici, která vedla k Esparterovu svržení. Záhy byl jmenován prvně ministerským předsedou, ministrem zahraničí, polním maršálem a vévodou. Jeho první vláda připravila ústavu z roku 1845, jež byla značně autoritářská.
Post premiéra musel opustit pro příliš konzervativní politiku. Poté zastával post velvyslance v Paříži, ale byl znovu povolán do čela vlády. Nedorozumění s Marií Kristýnou ho několikrát zbavilo úřadu, ale po čase se ukázal být pro královnu znovu nepostradatelným. Nakonec v premiérském úřadu i zemřel. Na smrtelné posteli byl požádán, aby odpustil svým nepřátelům. Jeho odpověď se stala nechvalně proslulou: "Nepotřebuji odpouštět svým nepřátelům – všechny jsem je nechal zastřelit."